# Cirilo de Jerusalén
Cirilo de Jerusalén (en griego: Κύριλλος Α΄ Ιεροσολύμων [Kýrillos A Ierosolýmon]; en latín: Cyrillus Hierosolymitanus; 315 - 386) fue un obispo griego y miembro destacado de la patrística. Es venerado como santo tanto por la Iglesia católica como por la Iglesia ortodoxa. En 1883 fue declarado doctor de la Iglesia.

## Vida y personalidad
Poco se sabe sobre su vida antes de hacerse obispo. El dar el año 315 como el de su nacimiento es mera conjetura, como el lugar, según dicen Cesarea Marítima. Parece que fue ordenado diácono por el obispo Macario de Jerusalén por el año 335, y sacerdote unos diez años después por parte de Máximo. Naturalmente inclinado por la paz y la conciliación, al principio tomó una posición relativamente moderada, distintivamente adversario del arrianismo, pero (como no pocos de sus contemporáneos ortodoxos) en ninguna forma dispuesto a aceptar el término homoússios.
Separándose del metropolitano, Acacio de Cesarea, un partidario de Arrio, Cirilo tomó partido por los Eusebianos, el "ala derecha" del post-concilio de Nicea, y por lo tanto se vio en dificultades con su superior, que se vieron incrementadas por los celos de Acacio ante la importancia asignada a Cirilo en el Concilio de Nicea. En un concilio bajo la influencia de Acacio en el año 358, Cirilo fue depuesto y forzado a retirarse a Tarso. En ese tiempo, fue oficialmente encargado de vender propiedades de la Iglesia para ayudar a los pobres, aunque la motivación real parece ser que Cirilo enseñaba la doctrina nicena y no la arriana en su catecismo.
Por otro lado, el Concilio de Seleucia al siguiente año, en el que Cirilo estuvo presente, depuso a Acacio. En el año 360 el proceso fue revertido por medio de la influencia de la corte metropolitana, y Cirilo sufrió otro año de exilio de Jerusalén, hasta la ascensión de Juliano el Apóstata que le permitió regresar. El emperador arriano Valente lo volvió a deportar en el año 367, luego de lo cual se mantuvo sin problemas hasta su muerte, siendo su jurisdicción confirmada expresamente por el Primer Concilio de Constantinopla (381), en el que estuvo presente. En ese concilio, votó por la aceptación del término ὁμοούσιος (homousios), es decir, consubstancial, de la misma esencia, al haber quedado finalmente convencido de que no había mejor alternativa.

## Posición teológica
Aunque su teología estaba al inicio indefinida en fraseología, indudablemente tenía adhesión por la ortodoxia nicena. Aun cuando evitaba el debatible término homoússios (‘de la misma esencia’), expresó su sentido en muchos pasajes, que excluían por igual el patripasianismo (o sabelianismo) y la fórmula arriana de Hubo un tiempo en el que el Hijo no era. En otros puntos toma el terreno ordinario de los Padres Orientales, como en el énfasis que deja ver en el libre albedrío o αὐτεξούσιον (“aitexúsion”), así como su visión del pecado. Para él, el pecado es la consecuencia de la libertad, no una condición natural; el cuerpo no es la causa, sino el instrumento del pecado. El remedio para él es el arrepentimiento, en el cual insiste mucho.
Como muchos de los Padres Orientales, tiene una concepción esencialmente moralista del cristianismo. Su doctrina de la resurrección no es tan realista como la de los otros Padres; pero su concepción de Iglesia es decididamente empírica, a saber, la existente Iglesia Católica es la verdadera, pretendida por Cristo, el cumplimiento de la Iglesia del Antiguo Testamento. Su doctrina de la Eucaristía es notoria: si por momentos parece acercarse a la postura simbólica, en otras ocasiones se acerca mucho a una fuerte doctrina realista; el pan y el vino no son meros elementos, sino el cuerpo y la sangre de Cristo.

## Lecturas catequéticas
Sus famosas veintitrés lecturas catequéticas (Gr. Katechesesis), que escribió siendo aún un presbítero, en el año 347 o 348, contiene instrucciones sobre los principales temas de la fe cristiana y su práctica en una forma un tanto popular y no tan científica, llenas de cálido amor pastoral y cuidado por sus catecúmenos, a quienes se dirigía. Cada lectura está basada en un texto de la Escritura, y hay una abundancia de citación escritural en todas ellas. Luego de una introducción general, siguen dieciocho lecturas para la competencia, y las cinco restantes están dirigidas a los recientemente bautizados, en preparación para recibir la comunión. En paralelo a la exposición del Credo como fue recibido por la Iglesia de Jerusalén, hay vigorosas polémicas contra los errores paganos, judíos y heréticos. Son de gran importancia para dar luz al método de instrucción usual en esa época, así como a las prácticas litúrgicas del período, de las cuales aquí se da el más extenso recuento existente.